# Giottino

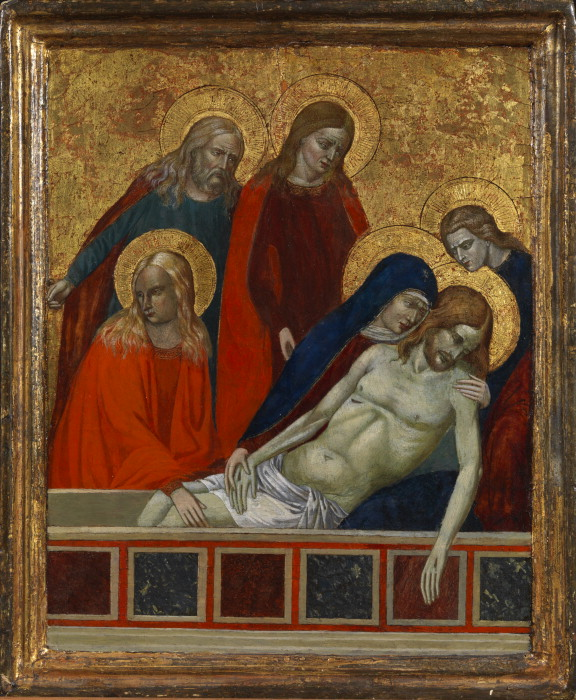
Kristi gravläggning.

Giottino, egentligen Giotti di Maestro Stefano, född omkring 1325, död omkring 1368, var en italiensk konstnär.
Giottino var en av de främsta efterföljarna av Giotto. Hans verksamhet kan ej fullständigt klarläggas. Möjligen har han del i de giottoska freskerna i nedre kyrkan i San Francesco, Assisi, bland annat Marias kröning. Hans främsta väggmålningar är de livfulla freskerna med den helige Silvesters legend i det andra Bardikapellet i Santa Croce, Florens, och en av hans mest känd tavlor är Kristi begråtelse i Uffizierna, Florens, en stor bild på guldgrund. Båda verken upptas av Giorgio Vasari i hans Le vite.